# Justus (album)
Justus är The Monkees elfte studioalbum utgivet i 15 oktober 1996. Albumet är producerat av The Monkees.
På albument medverkar samtliga ursprungliga gruppmedlemmar. Det är första och enda gången som Michael Nesmith deltagit i någon av återföreningarna på skiva. Albumet gavs ut lagom till 30-årsjubileet av det första albumet 1966.
Samtliga instrument spelas av gruppmedlemmarna och samtliga låtar är skrivna av gruppmedlemmarna. Namnet på albumet skall därför ses som en ordlek; "just us" (ungefär "bara vi"). Att så många är skrivna av Micky Dolenz beror på att de var planerade att ingå på ett skrinlagt soloalbum av honom.
Låten "Circle Sky" är en nyinspelning av gruppen. Originalet fanns med på soundtracket Head från 1968.

## Låtlista
1. Circle Sky (Michael Nesmith)
2. Never Enough (Micky Dolenz)
3. Oh, What A Night (David Jones)
4. You And I (Micky Dolenz/David Jones)
5. Unlucky Stars (Micky Dolenz)
6. Admiral Mike (Michael Nesmith)
7. Dyin' Of A Broken Heart (Micky Dolenz)
8. Regional Girl (Micky Dolenz)
9. Run Away From Life (Peter Tork)
10. I Believe You (Peter Tork)
11. It's My Life (Micky Dolenz)
12. It's Not Too Late (David Jones)